# Daniel Mitov
Daniel Pavlov Mitov (en bulgare : Даниел Павлов Митов), né le 4 décembre 1977 à Sofia (Bulgarie), est un politologue et homme politique bulgare. Depuis janvier 2025, il est ministre de l'Intérieur.
Il est ministre des Affaires étrangères entre 2014 et 2017 et député depuis 2021.

## Biographie

### Formation et vie professionnelle
Daniel Mitov est diplômé en sciences politiques de l'université Saint-Clément-d'Ohrid de Sofia. Il a également participé à des programmes d'échanges internationaux. En plus du bulgare, il parle couramment russe, anglais et italien.

### Parcours politique
Le 6 août 2014, il est nommé ministre des Affaires étrangères dans le gouvernement transitoire de technocrates formé par Gueorgui Bliznachki. Il est reconduit dans ses fonctions le 7 novembre suivant, dans le gouvernement de coalition centriste du Premier ministre conservateur Boïko Borissov, sur proposition du Bloc réformateur (RB).